# Etiologia pogranicznego zaburzenia osobowości
Naukowcy powszechnie uważają, że pograniczne zaburzenie osobowości wynika z połączenia takich czynników jak traumatyczne dzieciństwo, podatność na zranienie oraz stresujące wydarzenia w czasie dojrzewania lub dorosłości. Otto Kernberg sformułował teorię osobowości borderline opartą na założeniu wystąpienia defektów w rozwoju w czasie dzieciństwa. Według Kernberga istnieją 3 cele rozwojowe, które każda osoba musi osiągnąć, a jeśli któryś nie zostanie spełniony, to często wiąże się to ze zwiększonym ryzykiem rozwinięcia się pewnych psychopatologii. Niepowodzenie w pierwszym celu, psychicznej klaryfikacji ja oraz innych osób, wiąże się z większym ryzykiem wystąpienia różnych psychoz. Nieukończenie drugiego zadania, przezwyciężenia rozszczepienia, wiąże się ze zwiększonym ryzykiem rozwinięcia się osobowości z pogranicza.

## Wykorzystywanie w dzieciństwie, trauma, zaniedbanie
Liczne badania wykazały silne powiązanie pomiędzy wykorzystywaniem w dzieciństwie i rozwojem BPD. Wiele osób z BPD podaje w wywiadzie wystąpienie wykorzystywania, zaniedbania lub rozdzielenia w dzieciństwie. Okazało się, że pacjenci z BPD znacząco częściej niż w normalnej populacji donoszą o słownym, fizycznym, emocjonalnym i seksualnym wykorzystywaniu przez opiekunów obu płci. Znacząco częściej podają również o zaprzeczaniu wiarygodności ich myśli i uczuć przez opiekunów (obu płci). Nie zapewniono im także wymaganej ochrony oraz zaniedbano opiekę nad ich zdrowiem fizycznym. Rodzice (obu płci) wycofywali się ze związków emocjonalnych z dzieckiem i traktowali dziecko niekonsekwentnie. Dodatkowo kobiety z BPD, które doświadczyły zaniedbania ze strony opiekunki i maltretowania ze strony opiekuna, miały wyższe ryzyko wykorzystywania seksualnego przez osobę inną niż opiekun. Są to te same czynniki ryzyka jak w przypadku reaktywnego zaburzenia przywiązania. Zasugerowano, że dzieci z reaktywnym zaburzeniem przywiązania, które doświadczyły przewlekłego niewłaściwego traktowania we wczesnym etapie rozwoju, miały większe ryzyko rozwinięcia się różnych zaburzeń osobowości, w tym pogranicznego zaburzenia osobowości. Wiele spośród tych dzieci wykazuje zachowania gwałtowne i agresywne. Jako dorośli mają zwiększone ryzyko wystąpienia różnych problemów psychologicznych takich jak BPD.
Według Joela Parisa "Niektórzy badacze, jak Judith Herman uważają, że BPD jest szczególną postacią zespołu stresu pourazowego: w Trauma and Recovery podaje przypuszczenie, że gdy zespół stresu pourazowego przejmuje postać, która bardzo skupia się na elementach zaburzeń osobowości i związków, jest nazywany pogranicznym zaburzeniem osobowości, gdy podkreśla aspekty somatyczne, jest nazywany histerią, a gdy wyróżnione zostają elementy świadomości dyssocjacyjnej/zdeformowanej, jest nazywany osobowością mnogą".

## Inne czynniki rozwojowe
Niektóre badania sugerują, że BPD może nie być zaburzeniem ze spektrum traumy i że jest biologicznie odróżnialne zespołu stresu pourazowego, który może być jego prekursorem. Zespół cech osobowości wydaje się być powiązany ze specyficznymi nadużyciami, lecz może być związany z bardziej natrętnymi aspektami relacji interpersonalnych i w rodzinie z czasów dzieciństwa.
Jedno z badań wykazało centralną rolę rodziny w rozwoju BPD, włączając w to interakcje, które są raczej negatywne i krytyczne niż wspierające i empatyczne, z rodzicielskimi i rodzinnymi stosunkami oddziałującymi na zachowania samego dziecka oraz jego wrażliwość.
Niektóre wyniki badań sugerują, że BPD leży w spektrum zaburzeń dwubiegunowych mając wiele cech biologicznych i fenomenologicznych nakładających się na kryterium afektywnej chwiejności BPD i niezwykle szybko zmieniające się zaburzenia dwubiegunowe. Inne wyniki badań sugerują, że diagnoza DSM-IV BPD miesza dwa niezwiązane zagadnienia: wymiar afektywnej niestabilności związany z chorobą afektywną dwubiegunową typu II oraz impulsywny wymiar niezwiązany z tą chorobą.

## Genetyka
Przegląd literatury medycznej sugeruje istnienie wpływu genów na pograniczne zaburzenie osobowości. Ponieważ osobowość jest po części dziedziczna, to BPD powinno również być, chociaż badania spotykają się z problemami metodologicznymi i dlatego powiązania nie są do tej pory jasne. Jedno z większych badań na bliźniętach wykazało, że jeśli jeden z bliźniaków spełnia kryteria diagnozy BPD, to drugi ma 35% ryzyko choroby.
Badania na bliźniętach, rodzeństwie i rodzinach wykazują częściowo dziedziczne podstawy dla impulsywnych, agresywnych zachowań, lecz badania genów związanych z metabolizmem serotoniny wskazują na jedynie niewielki jej wpływ na zachowanie.

## Neurofizjologia
Do neurotransmiterów mających znaczenie w BPD należą: serotonina, noradrenalina i acetylocholina (powiązana z różnymi stanami emocjonalnymi i nastrojami); GABA, główny neurotransmiter hamujący mózgu (wpływa na stabilizację nastroju) oraz glutaminian, neurotransmiter pobudzający.
Odkryto, że wzmożona aktywność ciała migdałowatego odzwierciedla intensywne i powoli opadające emocje często spotykane w BPD w odpowiedzi na nawet niewielkie stresory. Aktywizacja obu jąder migdałowatych oraz obszarów kory przedczołowej mogą odzwierciedlać próby przejęcia kontroli nad emocjami w czasie przypominania sobie nierozwiązanych sytuacji życiowych. Impulsywność i agresja czasami spotykane w BPD zostały powiązane z niedoborem serotoniny oraz zmianami w pewnych obszarach mózgu, takimi jak zakręt obręczy oraz przyśrodkowa i czołowa część kory przedczołowej.